# Вирішальний поєдинок
Вирішальний поєдинок (англ. Showdown) — американський бойовик 1993 року.

## Сюжет
Кен Маркс недавно переїхав з Канзасу з матір'ю. Він приходить навчатися в нову школу, де в перший же день знаходить собі ворога, який заробляє на життя виступаючи в заборонених боях з карате. Шкільний двірник, колишній поліцейський Біллі Грант, вирішує допомогти Кену постояти за себе, навчивши його секретним прийомам.

## У ролях
| Актор             | Роль                 |
| ----------------- | -------------------- |
| Біллі Бленкс      | Біллі Грант          |
| Кенн Скотт        | Кен Маркс            |
| Крістін Тейлор    | Джулі                |
| Джон Меллорі Ешер | Майк                 |
| Патрік Кілпатрик  | Лі                   |
| Лінда Дона        | Кейт                 |
| Кен МакЛеод       | Том                  |
| Майкл Кавальєрі   | Роб                  |
| Сейді Лопес       | Джина                |
| Брайон Джеймс     | проректор Ковальські |
| Майк Дженовезе    | офіцер Спінеллі      |
| Ніколас Гілл      | Джеймс               |